# جزیره پیت
جزیره پیت (Pitt) یا رانگیائوریا (Rangiauria) دومین جزیره بزرگ در جزایر چاتام در اقیانوس آرام است که بخشی از زلاند نو به شمار می‌آیند. خاک اصلی زلاندنو ۸۰۰ کیلومتر در غرب جزیره پیت قرار دارد.
مساحت جزیره پیت ۶۲ کیلومتر مربع و جمعیت آن کمتر از ۱۰۰ نفر است. سطحی تپه‌ای دارد و بلندترین نقطه آن، وایهره، ۲۴۱ متر از سطح دریا ارتفاع دارد.
این جزیره برای نخستین بار در سال ۱۷۹۰ توسط خدمه کشتی ویلیام ار. براوتون به نام اچ.ام.اس چاتام دیده شد. این جزیره را به نام ویلیام پیت، ارل یکم چاتام، جزیره پیت نامیدند.

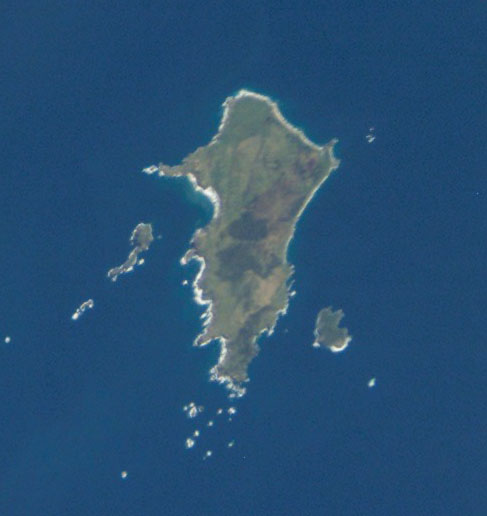
دید جزیره پیت از فضا